# سلطة حق النقض في الولايات المتحدة
في الولايات المتحدة، يمكن للرئيس استخدام حق النقض لمنع مشروع قانون أقرّه الكونغرس الأمريكي من أن يصبح قانونًا. كما يمكن للكونغرس تجاوز حق النقض بأغلبية ثلثي أصوات المجلسين.

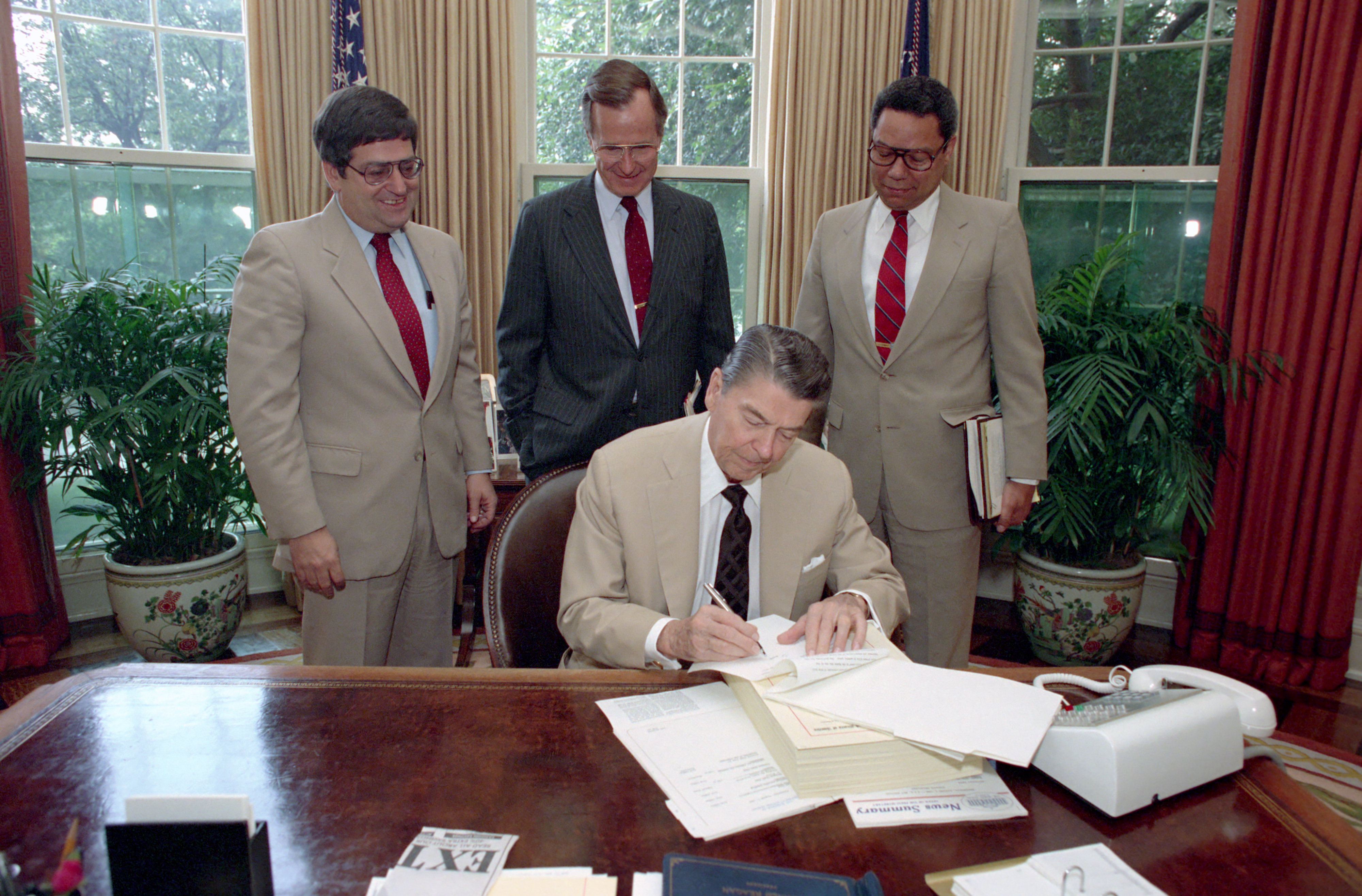
رونالد ريغان يوقع على قرار فيتو في عام 1988

يتمتع جميع حكام الولايات والأقاليم بحق النقض، مثلما الأمر بالنسبة لبعض رؤساء البلديات والمديرين التنفيذيين في المقاطعات. في العديد من الولايات والأقاليم، يتمتع الحاكم بسلطات حق النقض الإضافية، بما في ذلك حق النقض التعديلي والاختزالي. توجد سلطات حق النقض أيضًا في بعض الحكومات القَبلية، لكن ليس جميعها.

## في الحكومة الفيدرالية
يتم تقديم مشروع قانون يتم تمريره من قِبَل مجلسي الكونغرس إلى الرئيس. في حال وافق الرئيس على مشروع القانون، فإنه يقوم بتوقيعه ليصبح قانونًا. أما في حال لم يوافق الرئيس على مشروع القانون واختار عدم التوقيع، فيمكنهم إعادته دون توقيع، في غضون عشرة أيام باستثناء أيام الأحد، إلى مجلس النواب الأمريكي الذي صدر عنه، بينما يكون الكونغرس يعقد جلسته. إن الرئيس مطالَب دستوريًا بإبداء أي اعتراضات على مشروع القانون كتابيًا، وأيضًا الكونغرس مطالَب بأخذها بعين الاعتبار وإعادة النظر في التشريع. تشكل إعادة مشروع القانون غير المُوقَّع إلى الكونغرس حق الفيتو.
في حال تجاوز الكونغرس حق الفيتو بأغلبية الثلثين في كل مجلس، فإنه يصبح قانونًا دون توقيع الرئيس. خلاف ذلك، يفشل مشروع القانون في أن يصبح قانونًا. تاريخيًا، تجاوز الكونغرس حوالي 7٪ من حق الفيتو الرئاسي.
يصبح مشروع القانون قانونًا دون توقيع الرئيس في حال لم يتم التوقيع عليه في غضون الأيام العشرة المخصصة، وفي حال كان الكونغرس ما يزال في خضم جلسته. لكن إذا تأجل الكونغرس قبل مرور الأيام العشرة التي ربما يكون الرئيس قد وقَّع خلالها على مشروع القانون، فإن مشروع القانون سيفشل في أن يصبح قانونًا. يسمى هذا الإجراء حق الفيتو في الجيب.

### بيان / رسالة حق الفيتو
عادةً ما يصدر كل من رئيس الولايات المتحدة وحكام الولايات الأمريكية بيان حق الفيتو أو رسالة حق الفيتو التي تقدم أسبابهم في استخدامه ضد إجراء ما عند إعادته إلى الكونغرس أو المجلس التشريعي للولاية، مثلما هو مطلوب بموجب دستور الولايات المتحدة أو دساتير الولايات أو حسب العِرف. لا تتمتع هذه التصريحات بأي قيمة سابقة، على الرغم من أن أسبابها التي ينبغي احترامها داخل السلطة التنفيذية، والتي يمكن أن تساهم في التقاليد الدستورية الأمريكية. ومع ذلك، على عكس بيان التوقيع الرئاسي، فإن بيان حق الفيتو لا يحمل وزنًا مباشرًا كبيرًا في النظام القانوني الأمريكي، بسبب ما ينصّ عليه: في حال فشل الكونغرس في تجاوز حق الفيتو، يصبح مشروع القانون وحق الفيتو غير ذي صلة من الناحية القانونية، لكن في حال نجح التجاوز، لا يتم النظر في رسالة حق الفيتو أثناء مرحلة التنفيذ اللاحقة أو التفسير القضائي للقانون.
يمكن أن يوقّع الرئيس أو حاكم الولاية بيان حق الفيتو في حفل مراسم التوقيع، غالبًا مع وجود وسائل الإعلام، خاصة بالنسبة للتدابير التي يرغبون في عدم الموافقة عليها بطريقة علنية للغاية.

### الخلفية
في المستعمرات الثلاثة عشرة، مارست الحكومة الاستعمارية البريطانية شكلين من أشكال حق الفيتو: حق الفيتو المطلق الذي مارسه حاكم كل مستعمرة (باستثناء كونيتيكت وماريلاند ورود آيلاند)، وحق الفيتو المطلق الآخر الذي مارسه الملك البريطاني، وعادةً ما يتصرف من خلال مجالس التجارة. كان كل من حق الفيتو مطلقًا ومستمدًا من سلطة الملك في إنكار الموافقة المَلَكية. في حين أن الملك البريطاني استخدم هذه السلطة آخر مرة داخل المملكة المتحدة في عام 1708، استمرت هذه الممارسة لفترة أطول في المستعمرات. من عام 1696 وحتى عام 1765، ألغى الملك ما يقرب من 400 قانون تم تبنيها من قِبَل الهيئة التشريعية الاستعمارية الأمريكية ووافق عليها حاكم المستعمرة. تم تضمين هذا الاستخدام المكثف لحق الفيتو في مشروع قانون التفاصيل في إعلان الاستقلال الأمريكي في عام 1776، والذي ينصّ على أن الملك «رفض موافقته على القوانين، وهي الأكثر فائدة وضرورية للصالح العام».
في السنوات التي تلت الاستقلال مباشرةً، أي في عهد الكونفدرالية الأمريكية، لم تنصّ معظم دساتير الولايات على حق الفيتو الحاكم على الإطلاق. على الصعيد الوطني، كان رئيس الكونغرس القاري يفتقر أيضًا إلى صلاحية حق الفيتو. كانت هناك ثلاثة استثناءات فقط. نصّ دستور ولاية كارولينا الجنوبية في البداية على حق الفيتو المطلق، لكن بعد أن استخدم الحاكم جون روتليدج حق الفيتو ضد دستور الولاية الجديد، أُجبر على الاستقالة، ووقع خليفته دستورًا لا ينصّ على أي حق فيتو. في ولاية ماساتشوستس، نصّ دستور عام 1780 على حق الفيتو المؤهل إذ يمكن تجاوز حق الفيتو الحاكم بأغلبية ثلثي أصوات لكل مجلس تشريعي. أنشأ دستور نيويورك لعام 1777 «مجلس المراجعة» المكون من الحاكم والمستشار وقضاة المحكمة العليا للولاية، والذي يمكنه إصدار حق الفيتو المشروط للتشريع. اعتُبرت دساتير ماساتشوستس ونيويورك حق الفيتو الوحيد على مستوى الولاية في وقت المؤتمر الدستوري في عام 1787، وكانت بمثابة نماذج لتأطير حق الفيتو في دستور الولايات المتحدة.
فقط مع سنّ دستور الولايات المتحدة (الذي دخل حيّز التنفيذ في 4 مارس من عام 1789) تم منح حق الفيتو لرئيس الولايات المتحدة. خلال المؤتمر الدستوري، كان يُشار إلى حق الفيتو بشكل روتيني على أنه «سلطة تنقيحية». لم يتم إنشاء حق الفيتو على أنه حق مطلق، بل بحدود، مثل أن الكونغرس يمكنه تجاوز حق الفيتو، وأن اعتراضات الرئيس يجب أن تُعلن كتابةً. علاوةً على ذلك، مثلما أوضح إلبريدج جيري في الأيام الأخيرة من المؤتمر: «إن الهدف الأساسي من الفحص التعديلي للرئيس ليس حماية المصلحة العامة، بل الدفاع عن وزارته».
خلال المؤتمر الدستوري، رفض واضعو القرار بأغلبية ساحقة ثلاثة مقترحات لحق الفيتو المطلق. رفضوا مقترحات حق الفيتو القضائي والتنفيذي المشترك على غرار دستور نيويورك.